# Monument Records
Monument Records — американский звукозаписывающий лейбл, основанный в 1958 году продюсерами Фредом Фостером, Джеком Кирби и диджеем балтиморской радиостанции WTTG Бадди Дином. Изначально главный офис располагался в Арканзасе, но вскоре после того как Дин покинул компанию, офис был перенесён в Нашвилл, Теннеси. На лейбле выпускались релизы в таких жанрах, как рок-н-ролл, кантри, джаз, ритм-н-блюз.
В разное время артистами лейбла были Рой Орбисон, Роберт Найт, Крис Кристофферсон, Джинни Сили, Бутс Рэндольф, Долли Партон, Рэй Стивенс, Синди Уокер, Тони Джо Уайт, Чарли Маккой, Вилли Нельсон, Томми Роу, The Velvets, Конни Смит, Ларри Джон Уилсон, Ларри Гэтлин и Роберт Митчем.
С 2017 года находится под управлением Sony Music Entertainment.